# 차영철
차영철(車榮哲, 1959년 7월 28일~)은 대한민국의 사격 선수, 군인이다. 1988년 하계 올림픽에서 50m 소총복사 부문 은메달을 획득했으며, 세계 선수권 대회에서 동메달 1개, 아시안 게임에서 금메달 4개를 포함하여 메달 11개를 획득했다.

## 경력
청원군 북이면 장량리 (현재의 청주시 북이면) 출신이다. 그의 아버지 차일하는 평안북도 녕변군 출신으로 6.25 전쟁 당시 혼자 남쪽으로 피난을 가서 청원군에 자리를 잡았다. 이후 목수로 일하며 생계를 꾸리다가 13세 연하의 김순보를 만나 결혼하여 차영철을 낳았다.
육군 특전사령부에서 중사 계급 복무 당시였던 1986년 서울에서 열린 1986년 아시안 게임에 국제식 사격 국가대표 출전하였고, 이후 국군체육부대에서 준위 계급 복무 중이던 1988년에 서울에서 열린 1988년 하계 올림픽 남자 50m 소총복사 종목에서 체코슬로바키아의 미로슬라프 바르가의 뒤를 이어 은메달을 획득하였다. 이는 대한민국의 올림픽 출전 이래 첫 사격부문 최초의 메달이다.
그 뒤 한국통신 사격 선수단에서 선수로 활동하다 2007년 기준으로는 은퇴하여 코치로서 활동하고 있으며, 2006년 도하 아시안 게임에서는 국가대표 사격팀의 코치로 활동하기도 하였다.